# John Marshall (president del Tribunal Suprem dels Estats Units)
John Marshall (1755 - 1835) va ser el quart president del Tribunal Suprem dels Estats Units (1801–1835). Les seves opinions ajudaren a servir com a base de la Llei Constitucional dels Estats Units (United States constitutional law) i van fer del Tribunal Suprem dels Estats Units (Supreme Court of the United States) una branca del govern junt amb els poders legislatius i executius. Marshall havia estat el dirigent del Federalist Party a Virgínia i va estar a la cambra de representants (United States House of Representatives) des de 1799 a 1800. Ell va ser Secretari d'Estat sota el President John Adams des de 1800 fins a 1801.